# Idioma angika
El idioma angika o aṅgikā «अङ्गिका o अंगिका» es un idioma hablado en la región india de Anga, un área que cae dentro de los estados de Bihar, Jharkhand y Bengala Occidental. Es hablada por más de 30 millones de indios y 50 millones a través del mundo. Se habla en Bombay, Delhi, Calcuta, Durgapur, Panyab, Vadodara, Surat, Patna, Ranchi, Jamshedpur y Bokaro entre otras partes. Se usa también en Camboya, Vietnam, Malasia y en otros países del sudeste asiático. Es usado además por inmigrantes comunidades en los Estados Unidos y el Reino Unido.